# Julia Isídrez

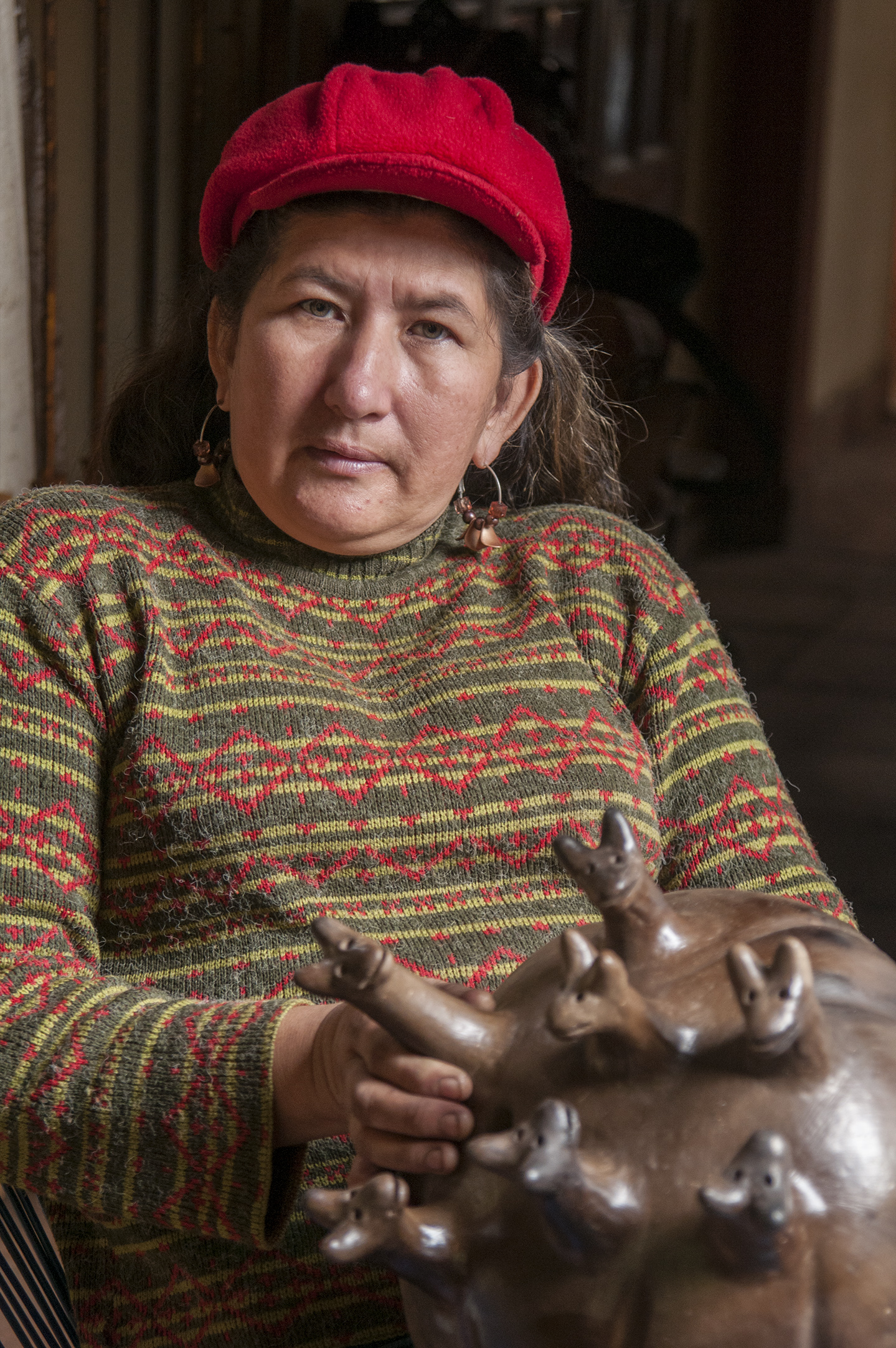
Julia Isidrez (2009)

Julia Isídrez (* 16. Februar 1967 in Itá, Departamento Central) ist eine paraguayische Keramikkünstlerin.

## Leben und Werk
Julia Isídrez wurde 1967 in der Stadt Itá als Tochter von Juana Marta Rodas geboren und erlernte von ihrer Mutter in vierter Generation die traditionell weibliche Töpferei auf eine individuelle Art.

„Rodas´ und  Isídrez´ Werke lassen ein tieferes Bewusstsein der Funktion durch die radikale Wirkung der Abwesenheit erkennen: keine der Figuren funktioniert als Gefäß. In einem Umfeld, in dem man Keramiken vor allem dazu benutzt, Wasser zu tragen und Essen zu servieren, stehen sie völlig außerhalb der Tradition und sind doch innerhalb dieser Tradition als ästhetische Objekte verständlich.“

Julia Isídrez und ihre Mutter Juana Marta Rodas haben an internationalen Ausstellungen im Museo del Barro, Asunción (1995, 1998, 1999, 2009), der Trienal de Chile (2009) und der Bienal do Mercosul in Porto Alegre (1999) teilgenommen. 2012 wurden die Keramikwerke auf der dOCUMENTA (13) in Kassel gezeigt.
Neben zahlreichen anderen renommierten Auszeichnungen wurde Rodas und Isídrez 1999 der Prinz-Claus-Preis verliehen.
2010 waren Keramiken von Julia Isídrez im Centro Cultural del Lago in Areguá zu sehen. Zusammen mit Ediltrudis Noguera stellte Julia Isídrez 2010 in Paris unter dem Titel Paraguay Esquivo, Kuratorin: Adriana Almada, aus.